# FlexATX
FlexATX — форм-фактор материнської плати, розроблений фірмою Intel. У березні 1999 року Intel опублікувала додаток до специфікації MicroATX, названий FlexATX. У цьому доповненні описувалися системні плати ще меншого розміру, ніж MicroATX, які дозволяють виробникам створювати невеликі і недорогі системи.
Плати FlexATX зменшеного розміру призначені для використання в багатьох ПК, особливо тих, які відрізняються невисокою ціною, розміром і орієнтовані на користувачів, що працюють з офісними додатками. У деяких платах FlexATX навіть немає слотів розширення, і замість них використовуються тільки порти USB або IEEE-1394/FireWire.
Форм-фактор FlexATX визначає системну плату, яка є найменшою з сімейства ATX. Розміри цієї плати — всього 229x191 мм (9,0 х7,5 дюйма). Системні плати FlexATX відрізняються, окрім менших розмірів, підтримкою процесорів гніздової конструкції. Плати FlexATX сумісні зі стандартною платою ATX, оскільки використовують єдине розташування монтажних отворів, а також однакову специфікацію роз'ємів живлення і введення-виведення.
FlexATX можуть бути встановлені в будь-який корпус, який відповідає вимогам повнорозмірної плати ATX. Зрозуміло, що міні-плати ATX або повнорозмірні плати ATX не можуть бути встановлені в корпус меншого розміру, призначений для системних плат форм-фактора мікро- або FlexATX.